# 8 cm Granatwerfer 34
Il 8 cm Granatwerfer 34 o 8 cm GrW 34 era un mortaio tedesco usato durante la seconda guerra mondiale. Guadagnò un'ottima reputazione grazie all'estrema precisione e l'alta cadenza di tiro, oltre che per l'addestramento dei serventi.

## Storia
Lo sviluppo dell'arma fu iniziato nel 1932 dalla Rheinmetall di Düsseldorf e terminò nel 1934 con l'adozione da parte della Wehrmacht, inizialmente come mortaio pesante (schwerer Granatwerfer), poi, con l'entrata in servizio del 12 cm GrW 42, come mortaio medio (mittlerer Granatwerfer). Altri produttori furono la Gellnow di Oberdorla, Ruhrstahl AG di Hattingen e la Neuhoffnungshütte in Sinn. A partire dal 1940, dal GrW 34 venne sviluppata una versione alleggerita, con canna accorciata, denominata kurzer 8 cm Granatwerfer 42.

## Tecnica
La struttura dell'arma era quella convenzionale, imposta dal rivoluzionario mortaio Stokes della Grande Guerra. In particolare il mortaio tedesco deriva dal francese Brandt 81 mm Mle 1927. Il mortaio era formato da tre componenti: bocca da fuoco, (ad anima liscia), piastra di appoggio e da un affusto, scomponibili per il trasporto. L'affusto era formato dal bipiede d'appoggio da un sistema di elevazione a vite e da un sistema di brandeggio anch'esso a vite, collegato con una culla a collare, che imbracava la bocca da fuoco. Un sistema di puntamento panoramico, solidale con il sistema di brandeggio, veniva usato per il puntamento di precisione, mentre per quello grossolano una linea bianca lungo la bocca aiutava i serventi ad orientare manualmente il pezzo.
Il mortaio impiegava granate da 3,5 kg ad alto esplosivo o fumogene, con spoletta a percussione. La gittata poteva essere aumentata aggiungendo tre cariche di lancio addizionali tra le alette della coda della granata. Il caricamento avveniva dalla volata.

## Impiego operativo
L'arma era trasportata e manovrata da 3 serventi: bocca da fuoco, bipiede e piastra erano trasportate ciascuna da un militare, similmente come avviene per i mortai odierni. Ogni sezione mortai pesanti, presente in ogni battaglione di fanteria tedesco, era armata con 6 pezzi. La sezione era inserita nella compagnia mitragliatrici (Maschinengewehrkompanien) di ogni battaglione di fanteria (Infanteriebataillone), di Panzer-Grenadieren (granatieri corazzati), di Gebirgsjäger (cacciatori alpini) e di cacciatori motorizzati (Schützenbataillone (mot.)).
Il GrW 34 fu impiegato largamente dalla Wehrmacht, dalle unità paracadutisti e da campagna della Luftwaffe, della Polizei e dalle Waffen-SS per tutta la durata della Seconda Guerra Mondiale; si guadagnò una reputazione di arma eccellente e molto temuta per la sua precisione e rapidità di fuoco. In realtà, il GrW 34 non aveva di per sé nulla di rilevante: era un'arma robusta e ben fatta ma le sue caratteristiche non erano differenti rispetto a qualsiasi altro mortaio della sua categoria. La sua reputazione era dovuta soprattutto all'elevato livello di addestramento dei mortaisti tedeschi, altamente specializzati e che seppero farne un uso eccellente.

## Varianti e derivati
- 8 cm Granatwerfer 34/1: adattamento dell'arma originale per l'uso su affusto semovente, come i semicingolati Sd.Kfz. 250/7 e Sd.Kfz. 251/2.
- Kurzer 8 cm Granatwerfer 42: versione alleggerita, con canna accorciata.